# Juxtolena
Juxtolena är ett släkte av fjärilar. Juxtolena ingår i familjen vecklare.
Kladogram enligt Catalogue of Life:
| Juxtolena | \| \| Juxtolena omphalia \| \| \| \| \| \| Juxtolena oncodina \| \| \| \| |
|           | \| \| Juxtolena omphalia \| \| \| \| \| \| Juxtolena oncodina \| \| \| \| |
|           | Juxtolena omphalia                                                        |
|           |                                                                           |
|           | Juxtolena oncodina                                                        |
|           |                                                                           |